# Região Geográfica Imediata de São João do Piauí
A Região Geográfica Imediata de São João do Piauí é uma das 19 regiões imediatas do estado brasileiro do Piauí, uma das 2 regiões imediatas que compõem a Região Geográfica Intermediária de São Raimundo Nonato e uma das 509 regiões imediatas no Brasil, criadas pelo IBGE em 2017. É composta de 8 municípios. Os municípios estão  divididos entre os territórios piauienses de Serra da Capivara e Vale dos Rios Piauí e Itaueiras. .